# آستین صفریان-جنیکنز
آستین صفریان-جنیکنز (ارمنی: [] Error: {{Lang}}: فاقد متن (راهنما); انگلیسی: Austin Seferian-Jenkins؛ زادهٔ ۲۹ سپتامبر ۱۹۹۲) بازیکن فوتبال آمریکایی ارمنی‌تبار اهل ایالات متحده آمریکا است. وی از سال ۲۰۱۴ میلادی تاکنون مشغول فعالیت ورزشی بوده‌است.

## باشگاهی
از باشگاه‌هایی که در آن بازی کرده‌است می‌توان به تمپا بی بوکانیرز، نیویورک جتز و جکسونویل جگوارز اشاره کرد.